# Clasmatocolea humilis
Clasmatocolea humilis là một loài Rêu trong họ Geocalycaceae. Loài này được (Hook. f. & Taylor) Grolle mô tả khoa học đầu tiên năm 1960.